# West Lynn
West Lynn – miejscowość w Anglii, zachodnia część miasta King’s Lynn, w hrabstwie Norfolk, w dystrykcie King’s Lynn and West Norfolk. Leży 64 km na zachód od Norwich i 143 km na północ od Londynu.